# 吉田有希 (モデル)
吉田 有希（よしだ ゆき、1979年10月1日 - ）は、愛知県名古屋市出身のタレント、ファッションモデル。本名、三浦 有希（みうら ゆき）。ワンエイトプロモーションに所属していた。

## 人物・来歴
- 身長162cm、B:82cm、W:58cm、H:84cm。
- 趣味は料理、写真。特技はエレクトーン、書道（2段）。
- 金城学院大学短期大学部英文学科卒業。
- モデル業の他、レースクイーンやテレビ番組のアシスタントも務める。
- 2006年8月25日にお笑いタレントのマギー審司と結婚。2008年1月に第1子となる長女を、2011年1月に第2子となる長男を、2013年11月に第3子となる次女を出産した。
- 2006年の結婚時、一部スポーツ紙において、字が同じであるアイドルの吉田有希（よしだ ゆうき）と間違って報道された。

## テレビ出演

### アシスタント
- オールスター感謝祭（TBS） - 2001秋〜2003秋、2005春に出演
- リンカーン（TBS）
- 笑いの金メダル（ABC・テレビ朝日）

### ドラマ
- 電車男（フジテレビ）

### その他のテレビ番組
- 極楽とんぼのとび蹴りゴッデス（テレビ朝日）
- 極楽とんぼのバスコーンってんだろ!!（テレビ朝日）
- debuya（テレビ東京）
- 行列のできる法律相談所（日本テレビ）
- MAXハニー（奈良テレビ）

他